# Ellishadder
Ellishadder est un village du council area d'Highland sur l'île de Skye en Écosse. 
Il se situe sur la péninsule de Trotternish.